# Душа Сарајева
Душа Сарајева је једанаести студијски албум поп-рок групе Црвена јабука. Иако је албум задржао препознатљив звук ранијих остварења, није наишао на велико интересовање, а критика га је окарактерисала као креативни пад, што ће се потврдити слабијим одзивом на концертима.

## О албуму
Бледа најава албума, песма „Дуј, дуј”, остала је у сенци следећег сингла „Очи боје срне” која је пропраћена видео-спотом и привукла је позитивне реакције, а са албума се још издвојила и песма „Ја сам Богу близу”.
На албуму је обрада Кемала Монтена, песма „Напиши једну љубавну”, која садржи најпознатију мелодију филма „Кум”, коју је компоновао Нино Рота. Ту је и на музику Арсена Дедића, песма Тина Ујевића „Тамо да путујем (Растанак)”, а у „Узми ме” користи се рефрен из истоимене песме групе Ритам срца из 1989. године.
У стварању албума, после много година не учествује Никша Братош, као ни Златан Фазлић, а група сарађује са Асмиром Спахићем, текстописцем и ритам гитаристим бендова Немогуће вруће и Ритам срца. У студију им се прикључује и некадашњи гитариста Игор Ивановић, са којим ће Жера сарађивати у оквиру групе Котрљајуће камење, а као производ тога биће песме „Знаш да некад...” и „Душа Сарајева” које су забележене и као демо песме поменутог бенда.

## Постава
- Дражен Жерић - вокал
- Дарко Јелчић - бубњеви
- Крешимир Каштелан - бас
- Дамир Гонз - гитаре

## Списак песама
1. Очи боје срне (Спахић)
2. Ноћи су хладне (Шаран)
3. Узми ме (Спахић)
4. Тамо да путујем (Растанак) (Дедић-Ујевић)
5. Пуна једра (Михаљевић-Fayo)
6. Дуј, дуј (Спахић)
7. Знаш да некад... (Ивановић)
8. Долазе разгледнице (Шаран)
9. Напиши једну љубавну (Монтено-Хафизовић)
10. Ја сам Богу близу (Спахић)
11. Душа Сарајева (Ивановић)
12. Тамо да путујем (Растанак) (Дедић-Ујевић) - Жера & Lyra (бонус песма)

Аранжмани - Игор Ивановић, осим:
Песме број 2, 5, 6 и 9 - Игор Ивановић & Дражен Жерић
„Ја сам Богу близу” - Црвена јабука

## Топ листе
| Листа           | Највиша позиција |
| --------------- | ---------------- |
| Croatia Records | 2                |

| Листа        | Највиша позиција |
| ------------ | ---------------- |
| City Records | 17               |